# Ferndale (Washington)
Ferndale (korábban Jam) az Amerikai Egyesült Államok északnyugati részén, Washington állam Whatcom megyéjében elhelyezkedő város. A 2010. évi népszámlálási adatok alapján 11 415 lakosa van.
Az egykori iskola körül megtalálható páfrányokról (fern) elnevezett település 1907. március 19-én kapott városi rangot.
A városban van a Brooks Sport cipőgyár székhelye. Az Intalco alumíniumüzemének bezárását 2020. április 22-én jelentették be.

## Éghajlat
A város éghajlata mediterrán (a Köppen-skála szerint Csb).
| Hónap                         | Jan.  | Feb.  | Már.  | Ápr. | Máj. | Jún. | Júl. | Aug. | Szep. | Okt.  | Nov.  | Dec.  | Év    |
| ----------------------------- | ----- | ----- | ----- | ---- | ---- | ---- | ---- | ---- | ----- | ----- | ----- | ----- | ----- |
| Rekord max. hőmérséklet (°C)  | 18,3  | 20,0  | 24,4  | 25,6 | 32,2 | 33,9 | 33,9 | 34,4 | 31,7  | 25,6  | 26,1  | 17,2  | 34,4  |
| Átlagos max. hőmérséklet (°C) | 6,3   | 8,8   | 10,6  | 13,6 | 16,8 | 19,3 | 21,8 | 21,9 | 19,4  | 14,6  | 9,8   | 7,0   | 14,2  |
| Átlaghőmérséklet (°C)         | 3,1   | 4,9   | 6,4   | 9,0  | 12,1 | 14,8 | 16,8 | 16,8 | 14,2  | 10,1  | 6,2   | 3,8   | 9,9   |
| Átlagos min. hőmérséklet (°C) | −0,2  | 1,1   | 2,2   | 4,4  | 7,4  | 10,2 | 11,8 | 11,8 | 8,9   | 5,6   | 2,7   | 0,7   | 5,6   |
| Rekord min. hőmérséklet (°C)  | −18,9 | −18,9 | −12,2 | −4,4 | −3,9 | 2,8  |      | 3,3  | −2,2  | −33,9 | −16,1 | −18,3 | −33,9 |
| Átl. csapadékmennyiség (mm)   | 116   | 86    | 77    | 66   | 55   | 45   | 30   | 36   | 47    | 89    | 129   | 122   | 898   |
| Forrás: Weatherbase           |       |       |       |      |      |      |      |      |       |       |       |       |       |

## Népesség
A 2010-es népszámláláskor a városnak 11 415 lakója, 4210 háztartása és 3025 családja volt. A népsűrűség 627,2 fő/km2. A lakóegységek száma 4428, sűrűségük 243,3 db/km2. A lakosok 83,1%-a fehér, 1%-a afroamerikai, 2,6%-a indián, 3,6%-a ázsiai, 0,2%-a a Csendes-óceáni szigetekről származik, 5,2%-a egyéb, 4,2%-a pedig kettő vagy több etnikumú. A spanyol vagy latino származásúak aránya 12% (   )
A háztartások 40,8%-ában élt 18 évnél fiatalabb. 53,7% házas, 13,6% egyedülálló nő, 4,6% egyedülálló férfi, 28,1% pedig nem család. 22,7% egyedül élt; 9,5%-uk 65 éves vagy idősebb. Egy háztartásban átlagosan 2,71 személy élt; a családok átlagmérete 3,2 fő.
A medián életkor 34,2 év volt. A város lakóinak 29,1%-a 18 évesnél fiatalabb, 8,6% 18 és 24 év közötti, 27,2%-uk 25 és 44 év közötti, 24%-uk 45 és 64 év közötti, 10,9%-uk pedig 65 éves vagy idősebb. A lakosok 48,6%-a férfi, 51,4%-a pedig nő.

## Nevezetes személyek
- Daran Norris, színész[16]
- Dennis Erickson, amerikaifutball-edző[17]
- Doug Pederson, amerikaifutball-játékos[18]
- Jake Locker, amerikaifutball-játékos[19]
- Jesse Brand, dalszerző[20]
- Michael Koenen, amerikaifutball-játékos[21]
- Tory McPhail, séf[22]

## Testvérváros
- Minamibószó, Japán[23]

## Fordítás
- Ez a szócikk részben vagy egészben  a   Ferndale, Washington című angol Wikipédia-szócikk ezen változatának fordításán alapul.  Az eredeti cikk szerkesztőit annak laptörténete sorolja fel. Ez a jelzés csupán a megfogalmazás eredetét és a szerzői jogokat jelzi, nem szolgál a cikkben szereplő információk forrásmegjelöléseként.